# Zones humides infos
Pour les articles homonymes, voir Zone humide (homonymie).
Zones humides infos est une revue trimestrielle dont le but est de décrypter les thématiques scientifiques, techniques et juridiques en lien avec les zones humides et d’assurer la circulation et la diffusion de l’information sur ces milieux et leur prise en compte. Ce bulletin, issu des réflexions du groupe d'experts "Zones humides",, est édité par la Société nationale de protection de la nature (SNPN). Il accompagne le groupe "Zones humides" dans son œuvre de sensibilisation et de protection des zones humides depuis 1993.
Zones Humides Infos comporte des articles de fond sur un thème défini à chaque numéro (ex. : urbanisme et zones humides, forêts et zones humides, faune des zones humides...), des informations juridiques, une présentation de publications et un agenda des colloques, rencontres, formations, ateliers sur les zones humides. 
Le lectorat de la revue est constitué de spécialistes (experts, gestionnaires, techniciens), d’acteurs (socioprofessionnels, associations, structures publiques, élus…) et d’amateurs (naturalistes, résidents de zones humides…).
La réalisation du bulletin fait appel à de nombreux rédacteurs bénévoles de tous horizons (ex. : géographes, écologues, juristes, élus, gestionnaires...), sous la supervision du groupe "Zones humides" qui fait office de comité éditorial.
Le bulletin compte (depuis 2001) un total entre 16 et 32 pages. Il est diffusé à 3 500 exemplaires sur abonnement ou simple demande, en version imprimé ou électronique. Tous les numéros sont téléchargeables gratuitement au format PDF depuis le site internet de la SNPN.
Depuis 2011, la revue a intégré le dispositif français de communication, d'éducation, de sensibilisation et de participation du public (CESP) de Ramsar sur les zones humides. La revue accueille dans cette logique une rubrique dédiée à la convention de Ramsar et aux zones humides d'importance internationale, servant aussi d'organe de communication à l'association Ramsar France.

## Sources
1. ↑  « Groupe Zones Humides », SNPN
2. ↑  « "Zones Humides Infos" special issue on Ramsar », Convention de Ramsar (consulté le 23 février 2017)
3. ↑  « Présentation de Zones Humides Infos sur le portail français des zones humides », ONEMA
4. ↑  « Zones Humides Infos », SNPN
5. ↑  « Dispositif de communication, éducation, sensibilisation et participation (CESP) sur les zones humides 2012 – 2014 », ministère de l'Écologie, du Développement durable, des Transports et du Logement
6. ↑  « Association Ramsar-France », ONEMA